# Mongolicosa glupovi
Mongolicosa glupovi là một loài nhện trong họ Lycosidae.
Loài này thuộc chi Mongolicosa. Mongolicosa glupovi được Yuri M. Marusik, Azarkina & Koponen miêu tả năm 2004.